# Charles Vidor
Charles Vidor, nato Károly Vidor (Budapest, 27 luglio 1900 – Vienna, 4 giugno 1959), è stato un regista statunitense, di origine ebraico-ungherese.

## Biografia
Dopo aver servito come soldato nella prima guerra mondiale, approdò al cinema negli ultimi anni dell'epoca del muto, lavorando tra gli altri con Alexander Korda. Nel 1922 emigrò negli Stati Uniti, dove lavorò nei teatri come cantante sia lirico che corista. Approdò a Hollywood per lavorare come assistente di Korda e, dopo aver realizzato un corto con i propri mezzi, attirò l'attenzione della Universal che gli propose un primo contratto, ma ebbe modo di lavorare anche per altri studios.
Nel 1939 iniziò a lavorare per la Columbia Pictures e vi rimase per una decina d'anni, nonostante i vivi disaccordi con il boss degli studi, Harry Cohn. Durante questo periodo lavorò con Rita Hayworth in Seduzione (1940) e il loro sodalizio darà vita ad altre pellicole come Fascino (1944), Gli amori di Carmen (1948) e soprattutto Gilda, noir del 1946.
In seguito a una controversia lavorativa, Vidor citò Cohn in tribunale e perse la causa, e il suo contratto con la Columbia venne rescisso nel 1948. Successivamente realizzò per la MGM film di grande successo come Rapsodia (1954) con Elizabeth Taylor e Amami o lasciami (1955) con Doris Day.
Il suo ultimo film fu Estasi (1960), una biografia del compositore Franz Liszt. Dopo le prime tre settimane di riprese Vidor ebbe un attacco cardiaco e il film fu concluso da George Cukor.
Sposato tre volte, i suoi figli e nipoti preferirono farsi strada nella ristorazione piuttosto che nel cinema, ottenendo un grande successo.

## Filmografia
- La porta segreta (Double Door) (1934)
- His Family Tree (1935)
- Arizona (The Arizonian) (1935)
- La villa del mistero (Muss 'em Up) (1936)
- Vicolo cieco (Blind Alley) (1939)
- Seduzione (The Lady in Question) (1940)
- Figlio, figlio mio! (My Son, My Son!) (1940)
- Tenebre (Ladies in Retirement) (1941)
- Il peccatore di Tahiti (The Tuttles of Tahiti) (1942)
- Desperados - La Sfida dei Desperados (The Desperados) (1943)
- Ancora insieme (Together Again) (1944)
- Fascino (Cover Girl) (1944)
- L'eterna armonia (A Song to Remember) (1945)
- Addio vent'anni (Over 21) (1945)
- Gilda (1946)
- Gli amori di Carmen (The Loves of Carmen) (1948)
- Il favoloso Andersen (Hans Christian Andersen) (1952)
- Bagliori ad Oriente (Thunder in the East) (1953)
- Rapsodia (Rhapsody) (1954)
- Amami o lasciami (Love Me or Leave Me) (1955)
- Il cigno (The Swan) (1956)
- Addio alle armi (A Farewell to Arms) (1957)
- Il jolly è impazzito (The Joker Is Wild) (1957)
- Estasi (Song Without End), terminato da George Cukor (1960)